# Bandar-e Deylam
Bandar-e Deylam (farsi بندر دیلم) è una città portuale, capoluogo dello shahrestān di Deylam, circoscrizione Centrale, nella provincia di Bushehr.